# In Dementia
In Dementia è il settimo album in studio del gruppo heavy metal statunitense Chastain, pubblicato nel 1997.

## Tracce
1. Human Sacrifice – 6:09
2. Blackening – 4:47
3. Seven – 6:28
4. Sick Puppy – 4:48
5. Tongue – 6:13
6. In Dementia – 5:44
7. House of Stone – 5:43
8. Conformity – 6:35
9. Desperately – 8:44

## Formazione
- Kate French – voce, cori
- David T. Chastain – chitarra acustica, chitarra elettrica, tastiera, basso, cori
- Dennis Lesh – batteria
- Kevin Kekes – basso